# 알파 우마르 코나레
알파 우마르 코나레(Alpha Oumar Konaré, 1946년 2월 2일~)는 말리의 정치인이다. 1992년 4월 실시된 말리 최초의 대통령 민주선거에서 대통령으로 당선되어, 1992년 6월 8일부터 대통령 임기를 시작하였다. 이후 1997년 대통령 선거에서 재선되어, 2002년 6월 8일까지 임기를 연이어 수행하였다.

## 대통령 취임 후
2021년 9월, Alpha Oumar Konaré는 모로코의 라바트에 있는 Cheikh Zaid 병원에 긴급 입원했다.

## 역대 선거 결과
| 선거명      | 직책명        | 대수 | 정당         | 1차 득표율 | 1차 득표수  | 2차 득표율 | 2차 득표수 | 결과 | 당락 |
| ----------- | ------------- | ---- | ------------ | ---------- | ----------- | ---------- | ---------- | ---- | ---- |
| 1992년 선거 | 말리의 대통령 | 4대  | 말리민주연합 | 45.00%     | 493,973표   | 69.00%     | 655,555표  | 1위  |      |
| 1997년 선거 | 말리의 대통령 | 4대  | 말리민주연합 | 84.94%     | 1,395,581표 |            |            | 1위  |      |